# Schots voetbalkampioenschap 2014/15
Het seizoen 2014/15 van de Scottish Premiership was het tweede seizoen na de fusie van de Scottish Premier League en de Scottish Football League. Aan de competitie deden twaalf clubteams mee. De lijst van teams was op maximaal twee plekken anders in vergelijking met het vorige seizoen. Het seizoen begon op 16 augustus 2014 en eindigde op 11 april 2015.
Dundee werd in het seizoen 2013/14 kampioen van de Scottish Championship en nam de plaats in van het rechtstreeks gedegradeerde Heart of Midlothian. Hamilton Academical promoveerde via de play-offs door te winnen van Hibernian.
Na 33 wedstrijden vindt er een splitsing plaats tussen de linker- en rechterhelft van de competitie (6 teams). Clubs uit het rechterrijtje hebben hierna niet de mogelijkheid om clubs uit de linkerhelft van de competitie in te halen.

## Clubs en stadions
| Club                | Stadion                       | Capaciteit | Manager         | Captain          |
| ------------------- | ----------------------------- | ---------- | --------------- | ---------------- |
| Aberdeen            | Pittodrie Stadium, Aberdeen   | 21,421     | Derek McInnes   | Russell Anderson |
| Celtic              | Celtic Park, Glasgow          | 60,355     | Ronny Deila     | Scott Brown      |
| Dundee              | Dens Park, Dundee             | 11,850     | Paul Hartley    | Kevin Thomson    |
| Dundee United       | Tannadice Park, Dundee        | 14,229     | Jackie McNamara | Seán Dillon      |
| Hamilton Academical | New Douglas Park, Hamilton    | 6,078      | Martin Canning  | Martin Canning   |
| Inverness CT        | Caledonian Stadium, Inverness | 7,800      | John Hughes     | Richie Foran     |
| Kilmarnock          | Rugby Park, Kilmarnock        | 18,128     | Gary Locke      | Manuel Pascali   |
| Motherwell          | Fir Park, Motherwell          | 13,677     | Ian Baraclough  | Keith Lasley     |
| Partick Thistle     | Firhill Stadium, Glasgow      | 10,102     | Alan Archibald  | Sean Welsh       |
| Ross County         | Victoria Park, Dingwall       | 6,541      | Jim McIntyre    | Richard Brittain |
| St. Johnstone       | McDiarmid Park, Perth         | 10,696     | Tommy Wright    | Dave Mackay      |
| St. Mirren          | St. Mirren Park, Paisley      | 8,023      | Gary Teale      | Steven Thompson  |

## Ranglijst

### Eindstand
| Pos | Club                            | Gs | W  | G  | V  | Pnt | Dv | Dt | Ds  |
| --- | ------------------------------- | -- | -- | -- | -- | --- | -- | -- | --- |
| 1   | Celtic FC                       | 38 | 29 | 5  | 4  | 92  | 84 | 17 | +67 |
| 2   | Aberdeen FC                     | 38 | 23 | 6  | 9  | 75  | 57 | 33 | +24 |
| 3   | Inverness Caledonian Thistle FC | 38 | 19 | 8  | 11 | 65  | 52 | 42 | +10 |
| 4   | St. Johnstone FC                | 38 | 16 | 9  | 13 | 57  | 34 | 34 | 0   |
| 5   | Dundee United FC                | 38 | 17 | 5  | 16 | 56  | 58 | 56 | +2  |
| 6   | Dundee FC                       | 38 | 11 | 12 | 15 | 45  | 46 | 57 | −11 |
| 7   | Hamilton Academical FC          | 38 | 15 | 8  | 15 | 53  | 18 | 22 | −4  |
| 8   | Partick Thistle                 | 38 | 12 | 10 | 16 | 46  | 48 | 44 | +4  |
| 9   | Ross County FC                  | 38 | 12 | 8  | 18 | 44  | 46 | 63 | −17 |
| 10  | Kilmarnock FC                   | 38 | 11 | 8  | 19 | 41  | 44 | 59 | −15 |
| 11  | Motherwell FC                   | 38 | 10 | 6  | 22 | 36  | 38 | 63 | −25 |
| 12  | Ross County FC                  | 38 | 9  | 3  | 26 | 30  | 30 | 66 | −36 |

### Legenda
| Kleur | Kwalificatie voor                                         |
| ----- | --------------------------------------------------------- |
|       | Deelname 3e kwalificatieronde UEFA Champions League       |
|       | Europa League, 2e voorronde                               |
|       | Winnaar Schotse voetbalbeker; Europa League, 2e voorronde |
|       | Europa League, 1e voorronde                               |
|       | Promotie/degradatie                                       |
|       | Degradatie naar de Scottish Championship                  |

## Play-offs

### Kwartfinale
|                 |                    |       |                                  |                                                                         |
| 9 mei 17:30 uur | Queen of the South | 1 – 2 | Rangers                          | Palmerston Park, Dumfries Toeschouwers: 5.224 Scheidsrechter: Alan Muir |
| 9 mei 17:30 uur | Derek Lyle 64'     |       | 44' Steven Smith 75' Dean Shiels | Palmerston Park, Dumfries Toeschouwers: 5.224 Scheidsrechter: Alan Muir |

|                  |                 |       |                    |                                                                          |
| 17 mei 15:30 uur | Rangers         | 1 – 1 | Queen of the South | Ibrox Stadium, Glasgow Toeschouwers: 48.035 Scheidsrechter: Kevin Clancy |
| 17 mei 15:30 uur | Lee Wallace 60' |       | 35' Derek Lyle     | Ibrox Stadium, Glasgow Toeschouwers: 48.035 Scheidsrechter: Kevin Clancy |

### Halve finale
|                  |                                  |       |           |                                                                          |
| 20 mei 19:45 uur | Rangers                          | 2 – 0 | Hibernian | Ibrox Stadium, Glasgow Toeschouwers: 41.236 Scheidsrechter: Calum Murray |
| 20 mei 19:45 uur | Nicky Clark 44' Kenny Miller 63' |       |           | Ibrox Stadium, Glasgow Toeschouwers: 41.236 Scheidsrechter: Calum Murray |

|                  |                    |       |         |                                                                                 |
| 23 mei 12:00 uur | Hibernian          | 1 – 0 | Rangers | Easter Road Stadium, Edinburgh Toeschouwers: 14.742 Scheidsrechter: John Beaton |
| 23 mei 12:00 uur | Jason Cummings 90' |       |         | Easter Road Stadium, Edinburgh Toeschouwers: 14.742 Scheidsrechter: John Beaton |

### Finale
|                  |                     |       |                                                        |                                                                          |
| 28 mei 19:45 uur | Rangers             | 1 – 3 | Motherwell                                             | Ibrox Stadium, Glasgow Toeschouwers: 49.200 Scheidsrechter: Bobby Madden |
| 28 mei 19:45 uur | Darren McGregor 82' |       | 27' Lee Erwin 40' Stephen McManus 47' Lionel Ainsworth | Ibrox Stadium, Glasgow Toeschouwers: 49.200 Scheidsrechter: Bobby Madden |

|                  |                                                                |       |         |                                                                        |
| 31 mei 15:00 uur | Motherwell                                                     | 3 – 0 | Rangers | Fir Park, Motherwell Toeschouwers: 9.220 Scheidsrechter: Craig Thomson |
| 31 mei 15:00 uur | Marvin Johnson 52' Lionel Ainsworth 70' John Sutton 90' (pen.) |       |         | Fir Park, Motherwell Toeschouwers: 9.220 Scheidsrechter: Craig Thomson |

## Statistieken

### Topscorers
- In onderstaand overzicht zijn alleen de spelers opgenomen met tien of meer treffers achter hun naam.

| № | Naam            | Club                | Goals | Pen. | Duels | Gem. |
| - | --------------- | ------------------- | ----- | ---- | ----- | ---- |
| 1 | Adam Rooney     | Aberdeen            | 18    | 3    | 37    | 0,49 |
| 2 | Leigh Griffiths | Celtic              | 14    | 2    | 24    | 0,58 |
| 3 | Nadir Çiftçi    | Dundee United       | 14    | 4    | 36    | 0,39 |
| 4 | Greg Stewart    | Dundee              | 13    | 1    | 34    | 0,38 |
| 5 | Tony Andreu     | Hamilton Academical | 12    | 0    | 23    | 0,52 |
| 6 | John Sutton     | Motherwell          | 11    | 2    | 38    | 0,32 |
| 7 | Ali Crawford    | Hamilton Academical | 11    | 0    | 38    | 0,29 |
| 8 | Billy McKay     | Inverness CT        | 10    | 0    | 23    | 0,43 |
| 9 | Liam Boyce      | Ross County         | 10    | 0    | 30    | 0,33 |

### Assists
- In onderstaand overzicht zijn alleen de spelers opgenomen met tien of meer assists achter hun naam.

| № | Speler             | Club                   | Assists | Duels | Gem  |
| - | ------------------ | ---------------------- | ------- | ----- | ---- |
| 1 | Niall McGinn       | Aberdeen               | 14      | 36    | 0,39 |
| 2 | Marley Watkins     | Inverness CT           | 12      | 33    | 0,36 |
| 3 | Ali Crawford       | Hamilton Academical    | 11      | 38    | 0,28 |
| 4 | Gary Mackay-Steven | Dundee United / Celtic | 10      | 34    | 0,29 |
| 4 | Greg Stewart       | Dundee                 | 10      | 34    | 0,29 |
| 6 | Stuart Armstrong   | Dundee United / Celtic | 10      | 35    | 0,28 |

### Nederlanders
Onderstaande Nederlandse voetballers kwamen in het seizoen 2014/15 uit in de Scottish Premiership.
| Naam              | Club                | Debuut     | Duels | Goals |
| ----------------- | ------------------- | ---------- | ----- | ----- |
| Virgil van Dijk   | Celtic FC           | 17.08.2013 | 35    | 4     |
| Jeroen Tesselaar  | St. Mirren FC       | 25.07.2011 | 33    | 1     |
| Mario Bilate      | Dundee United FC    | 10.08.2014 | 14    | 2     |
| Nigel Hasselbaink | Hamilton Academical | 28.08.2010 | 9     | 1     |
| Darren Maatsen    | Ross County FC      | 03.08.2013 | 7     | 2     |
| Melvin de Leeuw   | Ross County FC      | 10.08.2013 | 6     | 0     |
| Jordi Balk        | Ross County FC      | 16.08.2014 | 4     | 0     |
| Derk Boerrigter   | Celtic FC           | 03.08.2013 | 1     | 0     |
| Justin Johnson    | Dundee United FC    | 16.05.2015 | 1     | 0     |

### Belgen
Onderstaande Belgische voetballers kwamen in het seizoen 2014/15 uit in de Scottish Premiership.
| Naam           | Club               | Debuut     | Duels | Goals |
| -------------- | ------------------ | ---------- | ----- | ----- |
| Jason Denayer  | Celtic FC          | 16.08.2014 | 29    | 5     |
| Frédéric Frans | Partick Thistle FC | 25.10.2014 | 20    | 2     |
| Tim Dreesen    | Ross County FC     | 10.08.2014 | 3     | 0     |